# Euminucia orthogona
Euminucia orthogona är en fjärilsart som beskrevs av George Francis Hampson 1913. Euminucia orthogona ingår i släktet Euminucia och familjen nattflyn. Inga underarter finns listade i Catalogue of Life.